# آلفين س. غريفز
آلفين س. غريفز (بالإنجليزية: Alvin Cushman Graves)‏ هو فيزيائي أمريكي، ولد في 4 نوفمبر 1909 في واشنطن العاصمة في الولايات المتحدة، وتوفي في 29 يوليو 1965 في ديل نورت في الولايات المتحدة بسبب نوبة قلبية.